# Algemene pensioeninstelling
Algemene pensioeninstelling (API) is de Nederlandse variant van grensoverschrijdende pensioenfondsen. 
Het is een uitwerking van de Europese Pensioenfondsen Richtlijn (EG 2003/41/EG) vanuit een Nederlands perspectief. Een API is dan ook een Institution for Occupational Retirement Provision (IORP) in de zin van de Richtlijn.
Grensoverschrijdende pensioenfondsen maken het mogelijk om pensioentoezeggingen die in verschillende landen gedaan zijn door werkgevers uit te voeren vanuit één land in Europa. Het directe voordeel hiervan is dat er slechts sprake is van één regime van toezicht. Dit maakt de pensioenregelingen makkelijker bestuurbaar voor multinationale ondernemingen.